# Lamborghini Calà
O Lamborghini Calà, também conhecido como Italdesign Calà, foi um carro-conceito desenhado para a Lamborghini pela Italdesign Giugiaro. Teve sua primeira aparição em 1995 na Geneva Motor Show. Apesar de ser um protótipo completamente funcional, nunca entrou em produção.
O Calà foi desenhado para suprir a necessidade da Lamborghini para substituir o Jalpa, que teve sua produção finalizada em 1988 a mando da Chrysler, que era a proprietária da Lamborghini na época.
Em 1994 a Chrysler vendeu a Lamborghini para a Megatech, então o projeto do Calà ganhou forma, mas em 1998 a Lamborghini foi vendida novamente, dessa vez para o Grupo Volkswagen, e o projeto do Calà foi arquivado.
O Jalpa não teve um sucessor até 2003, quando o Lamborghini Gallardo foi lançado.
O carro possui formas arrendodadas, ao contrário dos Lamborghini Diablo e Countach, da época; tinha air bag como item de série, ao contrário do diablo, não tinha porta luvas, mas tinha um espaço atrás dos bancos, para carregar crianças, bagagens ou o teto Targa.
Apesar de nunca ter sua produção concretizada, o carro em 1997 esteve presente no jogo Need for Speed II.